# Bodenlärm
Bodenlärm sind die auf einem Flughafengelände erzeugten Geräusche, gleichgültig, ob sie von Flugzeugen oder sonstigen Fahrzeugen oder Maschinen stammen. Er ist damit als eine Form von Fluglärm gemäß § 6 Abs. 2 S. 1 LuftVG zu erfassen und zu bewerten, soweit er über das Flughafengelände hinausreicht. Der Begriff Bodenlärm ist jedoch gesetzlich nicht definiert.
Bei genauer Betrachtung bereitet die Ermittlung und Bewertung von Bodenlärm verschiedene Schwierigkeiten. Problematisch ist die Abgrenzung zum eigentlichen Fluglärm, also dem in den Flugphasen eines Luftfahrzeugs hervorgerufenen Lärm. Soweit dieser Lärm in lärmphysikalische Gutachten eingeht, die nach der Anleitung zur Berechnung von Lärmschutzbereichen erstellt werden, werden Geräuschemissionen auf der Start- und Landebahn vernachlässigt, und zwar ab dem Startpunkt und bei Anflügen bis zum Abbiegen von der Piste. Auch der Umkehrschub ist in AzB-Gutachten pauschalierend berücksichtigt, gehört also nicht zum Bodenlärm. Insgesamt werden damit von diesem Begriff insbesondere erfasst: Stand- und Rollgeräusche vor dem Startlauf und nach dem Abbiegen, Standphasen von Hubschraubern, Triebwerksprobeläufe sowie Geräusche von Hilfsaggregaten (APU und GPU), stationären Quellen und allen auf dem Gelände verkehrenden Fahrzeugen (Zugmaschinen, Vorfeldbussen, Gepäckwagen usw.).